# Nahed Ojjeh
Pour les articles homonymes, voir Ojjeh et Tlass.
Nahed Ojjeh, née Nahed Tlass le 6 novembre 1959 à Alep (Syrie), est une femme d'affaires et mécène de nationalité syrienne.

## Biographie
Elle est la fille de l'ancien ministre de la Défense syrien Moustapha Tlass, un membre de l’entourage immédiat du clan Assad. La famille Tlass est une riche famille sunnite syrienne. Elle est scolarisée dans des écoles françaises. 
En 1978, à 18 ans, elle épouse le marchand d'armes saoudien Akram Ojjeh qui en a alors 60, et qui décède en 1991. Elle devient ainsi la belle-mère de Mansour Ojjeh, copropriétaire de l'écurie de Formule 1 McLaren et du groupe TAG, et avec lequel elle s'apprêtait à se marier avant qu'on ne lui présente son père.
Nahed Ojjeh est diplômée de philosophie, détient une maîtrise de psychologie et un DEA de prospective internationale obtenu en 1996 sur le sujet « Hitler 1920-1933, papiers français ». En 2002, elle obtient un doctorat en sciences politiques à l'université Paris-Descartes avec une thèse intitulée « Les méfaits de la mondialisation dans les pays du tiers-monde ». Elle est une ancienne résidente de l'hôtel particulier de Marie-Laure de Noailles, 11 place des États-Unis (16e arrondissement de Paris). Elle y reçoit de nombreuses personnalités, jusqu'à son déménagement dans le même quartier, avenue Henri-Martin,.

### Une femme d'influence
Discrète médiatiquement mais personnalité mondaine, Nahed Ojjeh tient salon à Paris et reçoit le Tout-Paris de la politique et des affaires,. En 2003, le ministre français des affaires étrangères Dominique de Villepin y a fêté son cinquantième anniversaire sur une nappe spécialement imprimée de maximes napoléoniennes. Elle entretient une liaison de 4 ans avec le patron de presse Franz-Olivier Giesbert,.
En 2001, elle reprend le prestigieux club d'échecs Caïssa, qu'elle rebaptise NAO Chess Club (pour « Nahed Ojjeh Chess Club »), dont fait partie Dominique Strauss-Kahn. Elle le dote d'un budget de 500 000 euros. En septembre 2006, elle abandonne cette activité après quatre Coupes de France et deux victoires remportées au prestigieux championnat d'Europe.
Elle est également présidente-fondatrice et animatrice de l'Université euro-arabe et membre correspondante de l'Académie des beaux-arts.
Mécène, elle fait restaurer l'intérieur du domaine de Chantilly et le musée Condé. Elle est aussi donatrice du musée du Louvre, a soutenu l'exposition du centenaire de la naissance de Jean-Paul Sartre et a aidé la Bibliothèque nationale de France a acquérir les neuf volumes des Mémoires d'outre-tombe de Chateaubriand ainsi que les feuillets manuscrits du Voyage au bout de la nuit de Céline.
Se présentant comme une « militante de la paix » au Proche-Orient, elle a soutenu l'initiative de l'UNESCO du Livre international de la paix. Elle est également une grande donatrice de l'Institut Pasteur-Weizmann et a financé le centre médical Hadassah de Jérusalem pour ses recherches sur les maladies orphelines.
Nahed Ojjeh a présidé la Fondation Tlass. Sous sa présidence, la Fondation Tlass aide Roland Dumas, alors candidat aux élections législatives de 1988 dans sa circonscription de Dordogne, et offre de financer un scanner pour l'hôpital de Sarlat. L'affaire, ébruitée par la presse, avorte et Nahed Ojjeh doit couvrir le ministre. Le 8 juin 1998, accompagnée de son avocat, Me Pierre Benoliel, elle rencontre les juges d'instruction de l'affaire Elf : Eva Joly et Laurence Vichnievsky, qui enquêtent sur des versements en espèces sur les comptes bancaires de Roland Dumas. Sur procès-verbal, Nahed Ojjeh a expliqué l'affaire du scanner et a raconté comment le ministre lui a « emprunté » divers objets d'art de son hôtel particulier. Selon Pierre Haski, elle a été la maîtresse de Roland Dumas.
Avec la guerre civile syrienne, son père s'exile, puis Manaf Tlass, son frère, déserte de l'armée syrienne où il était général et trouve refuge en France. Nahed Ojjeh aurait participé à son voyage de Syrie à Paris.
Le prix Nahed Ojjeh, attribué annuellement depuis 2008, récompense l’œuvre d’un graveur confirmé.

### Une femme d'affaires
En juillet 2003, elle rachète en Bourse 11 % du capital du groupe britannique de publicité Cordiant (en) et serait une importante actionnaire du groupe Publicis.

### Vie de famille
Son fils Akram Ojjeh Junior (d) est vidéaste sur YouTube et influenceur spécialisé dans les voitures de luxe.

## Distinctions
- Prix de la Feuille d’or de l’Institut Pasteur-Weizmann (2000)
- Grand donateur de la Culture (2015)